# Denys Pringle
Denys Pringle (* 20. September 1951) ist ein britischer Archäologe.
Denys Pringle studierte von 1970 bis 1973 an der University of Southampton (B.A.) und anschließend am Keble College der Universität Oxford, wo er 1978 mit einer Dissertation zum Thema "Sixth-century Fortifications in Byzantine Africa" promoviert wurde. Von 1979 bis 1984 war er Assistant Director der British School of Archaeology in Jerusalem. 1984–1985 war er Fellow der Harvard University in Dumbarton Oaks, Washington, D.C. Von 1986 bis zum Juli 1999 arbeitete er als Principal Inspector of Ancient Monuments für das Historic buildings and monuments directorate von Schottland. Seit 2001 lehrte er als Professor an der  Cardiff University, 2013 wurde er emeritiert.
Bekannt wurde Pringle vor allem durch seine zahlreichen Publikationen zu den Bauten der Kreuzfahrer im Nahen Osten.

## Veröffentlichungen (Auswahl)
- The Defence of Byzantine Africa from Justinian to the Arab Conquest. An Account of the Military History and Archaeology of the African Provinces in the Sixth and Seventh Century (= British Archaeological Reports. International Series Bd. 99). British Archaeological Reports, Oxford 1981, ISBN 0-86054-119-3 (Nachdruck 2001).
- The Churches of the Crusader Kingdom of Jerusalem: A Corpus.
  - Bd. 1: A-K (excluding Acre and Jerusalem). Cambridge University Press, Cambridge 1993.
  - Bd. 2: 2. L-Z (excluding Tyre). Cambridge University Press, Cambridge 1998.
  - Bd. 3: The City of Jerusalem. Cambridge University Press, Cambridge 2007.
  - Bd. 4: The Cities of Acre and Tyre, together with Addenda and Corrigenda to Vols. 1–3. Cambridge University Press, Cambridge 2009, ISBN 978-0-521-85148-0.
- Secular Buildings in the Crusader Kingdom of Jerusalem: An Archaeological Gazetteer. Cambridge University Press, Cambridge 1997.
- An Expatriate Community in Tunis, 1648–1885: St George’s Protestant Cemetery and its Inscriptions (= Cardiff Studies in Archaeology / BAR International Series, Bd. 1811). British Archaeological Reports, Oxford 2008, ISBN 978-1-4073-0222-5.